# Jeff Nichols
Jeff Nichols (Little Rock, 7 dicembre 1978) è un regista e sceneggiatore statunitense.

## Biografia
Fratello di Ben Nichols, che ha recitato in alcuni suoi film ed è cantante del gruppo Lucero, Jeff Nichols ha realizzato diverse opere, tra cui Shotgun Stories e Take Shelter, che hanno vinto diversi premi. In particolare, Take Shelter ha vinto il Gran Premio della Settimana Internazionale della Critica, il Premio SACD e il Premio Fipresci al festival di Cannes 2011. Nel 2012 il suo film Mud è stato scelto per partecipare in concorso al festival di Cannes 2012. Dopo quattro anni di pausa, nel 2016 ha diretto Midnight Special - Fuga nella notte e Loving - L'amore deve nascere libero.

## Filmografia

### Regista e sceneggiatore
- Shotgun Stories (2007)
- Take Shelter (2011)
- Mud (2012)
- Midnight Special - Fuga nella notte (Midnight Special) (2016)
- Loving - L'amore deve nascere libero (Loving) (2016)
- Long Way Back Home (2018) - cortometraggio
- The Bikeriders (2024)

### Produttore
- Shotgun Stories, regia di Jeff Nichols (2007)
- In the Radiant City, regia di Rachel Lambert (2006)

#### Produttore esecutivo
- Hellion, regia di Kat Candler (2014)